# 埃德斯海姆
埃德斯海姆是德国莱茵兰-普法尔茨州的一个市镇。总面积16.32平方公里，总人口2289人，其中男性1154人，女性1135人（2011年12月31日），人口密度140人/平方公里。

## 照片库

埃德斯海姆 - Edesheim
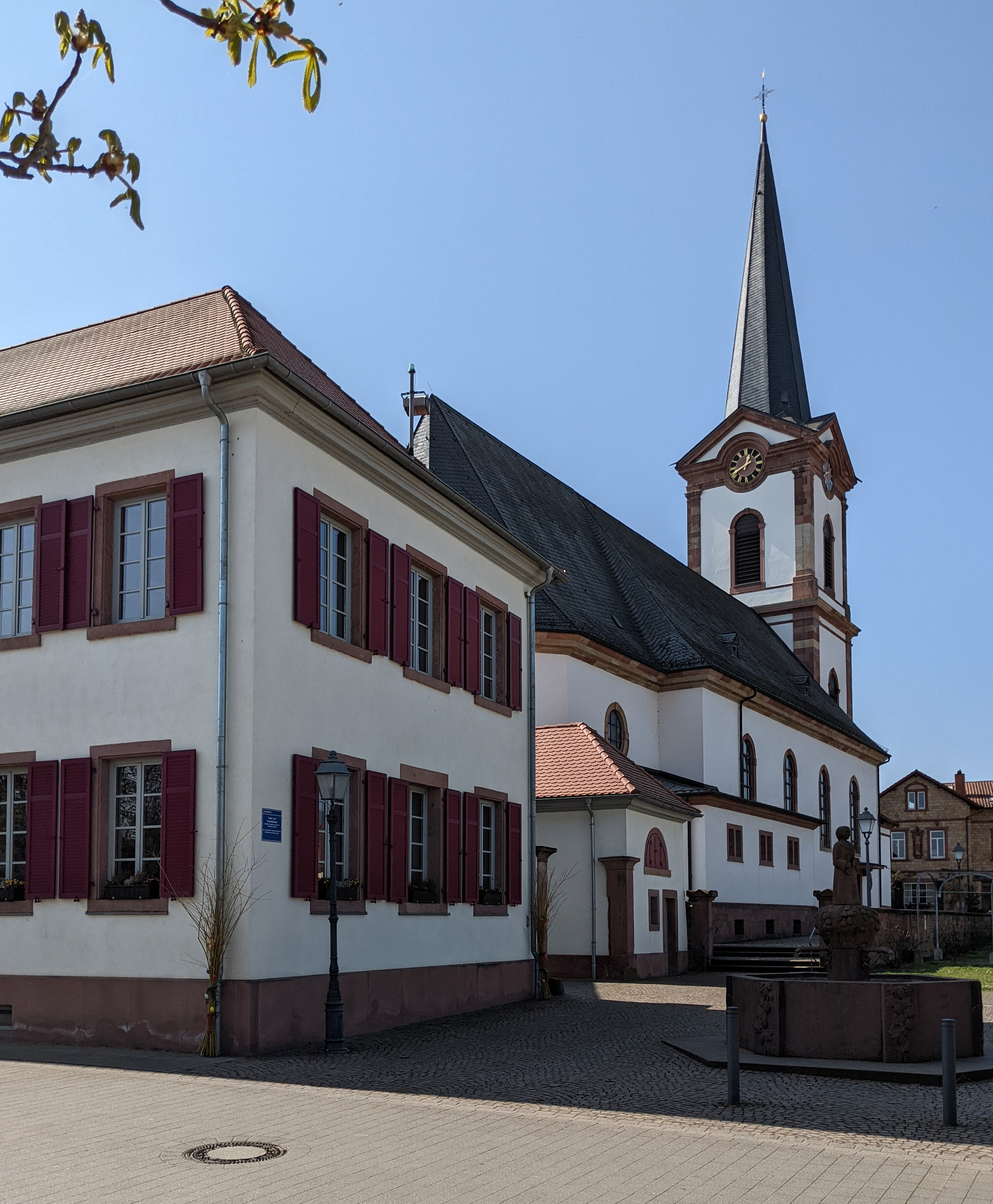
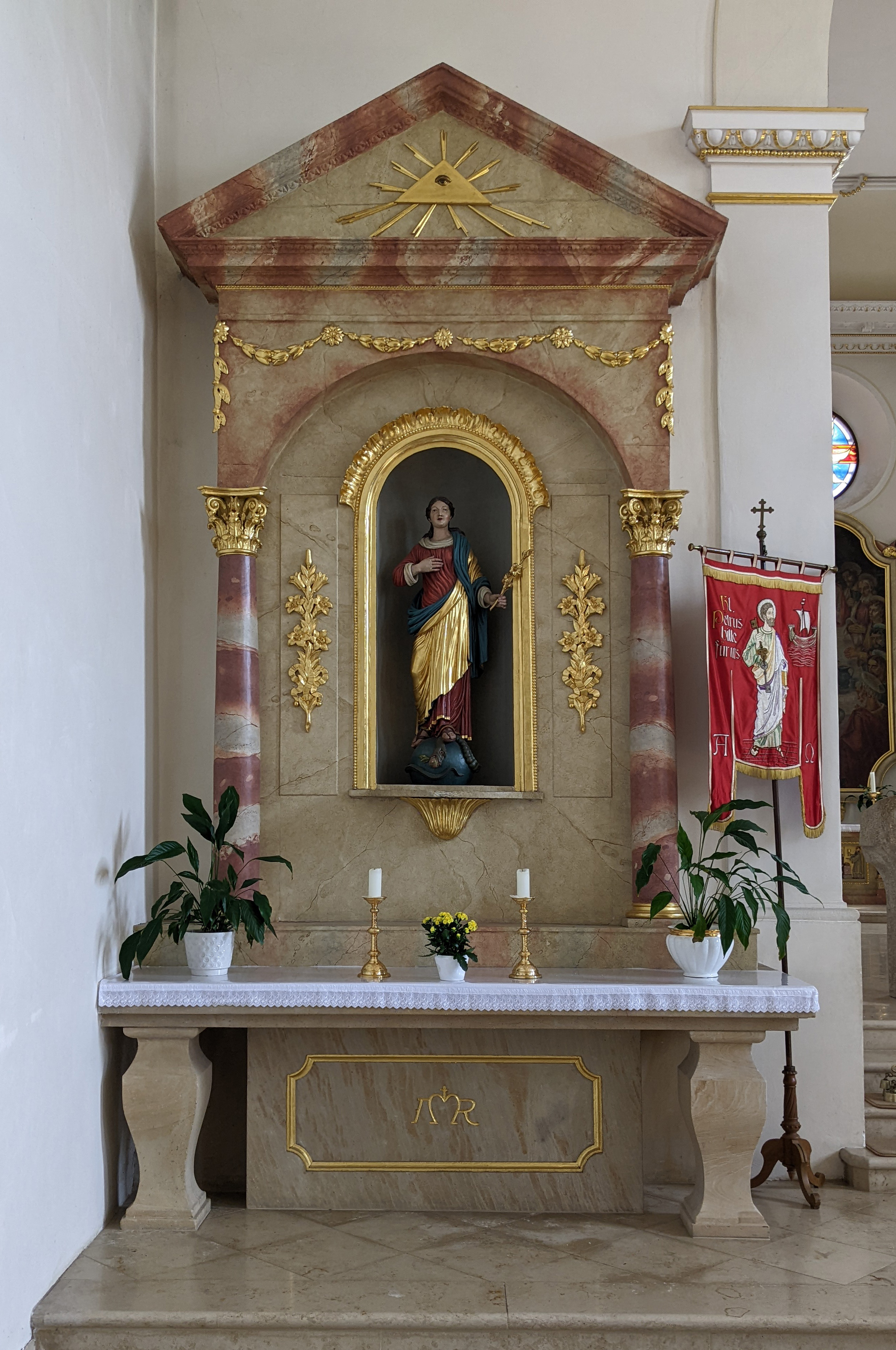
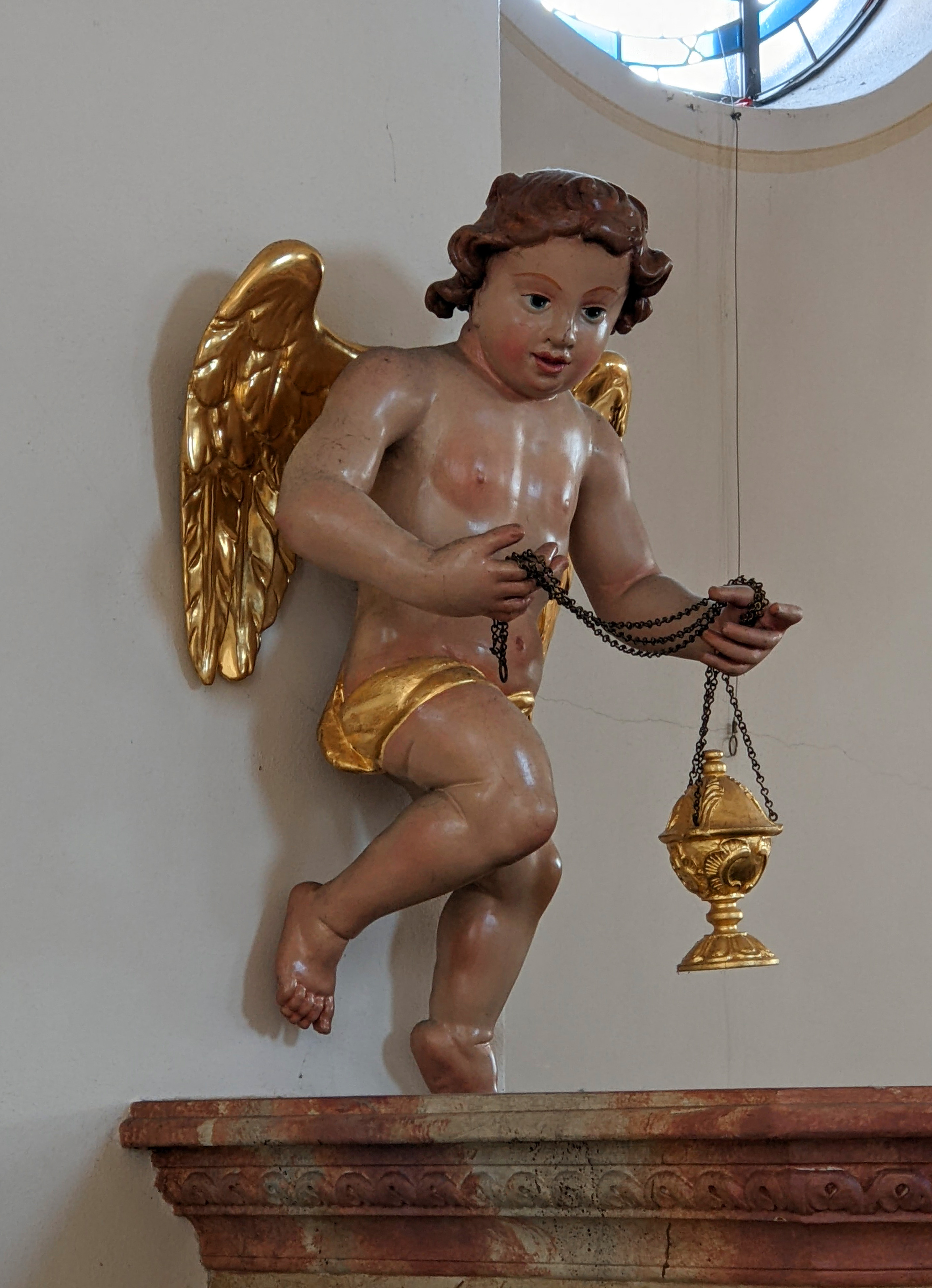
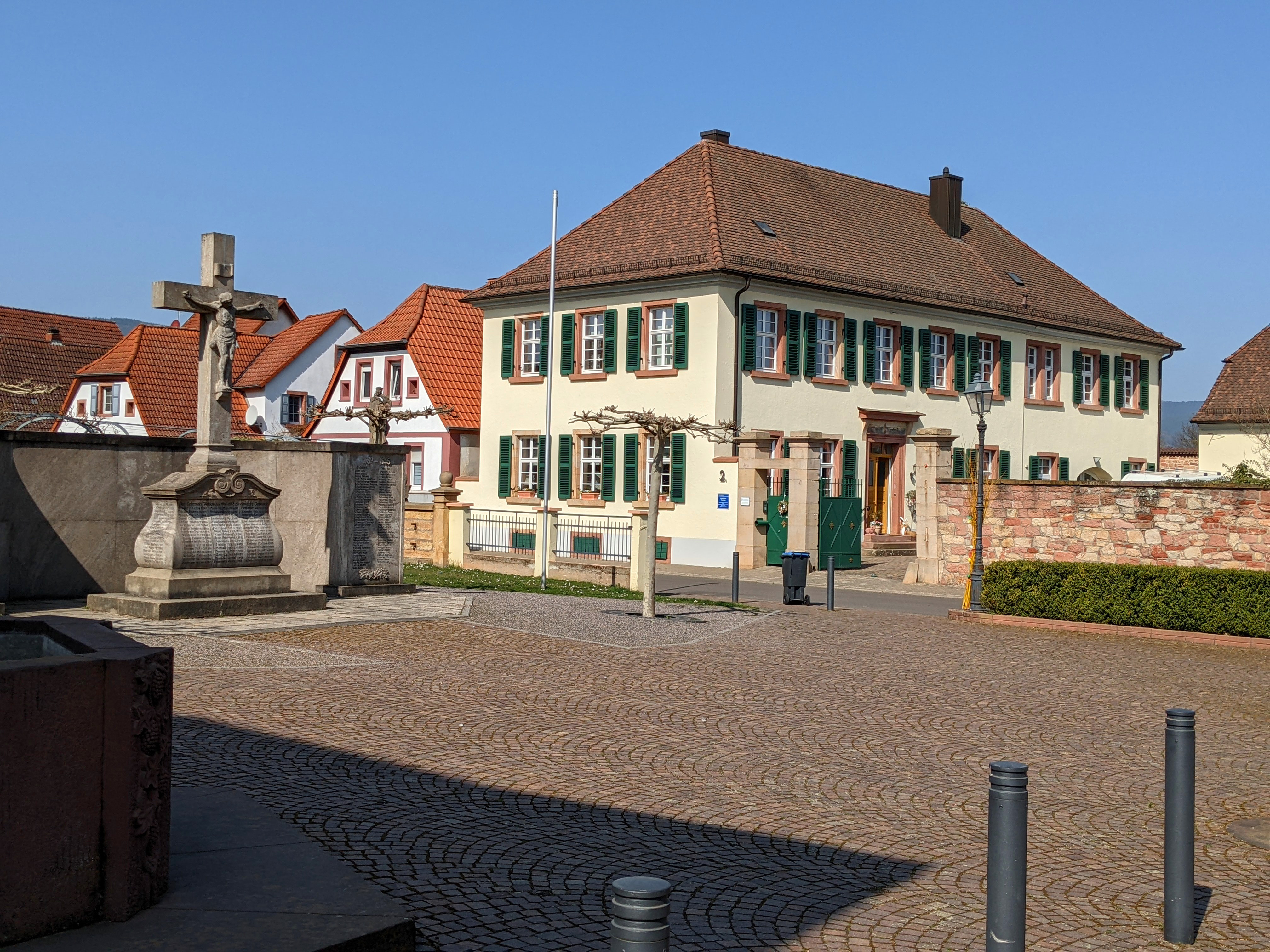
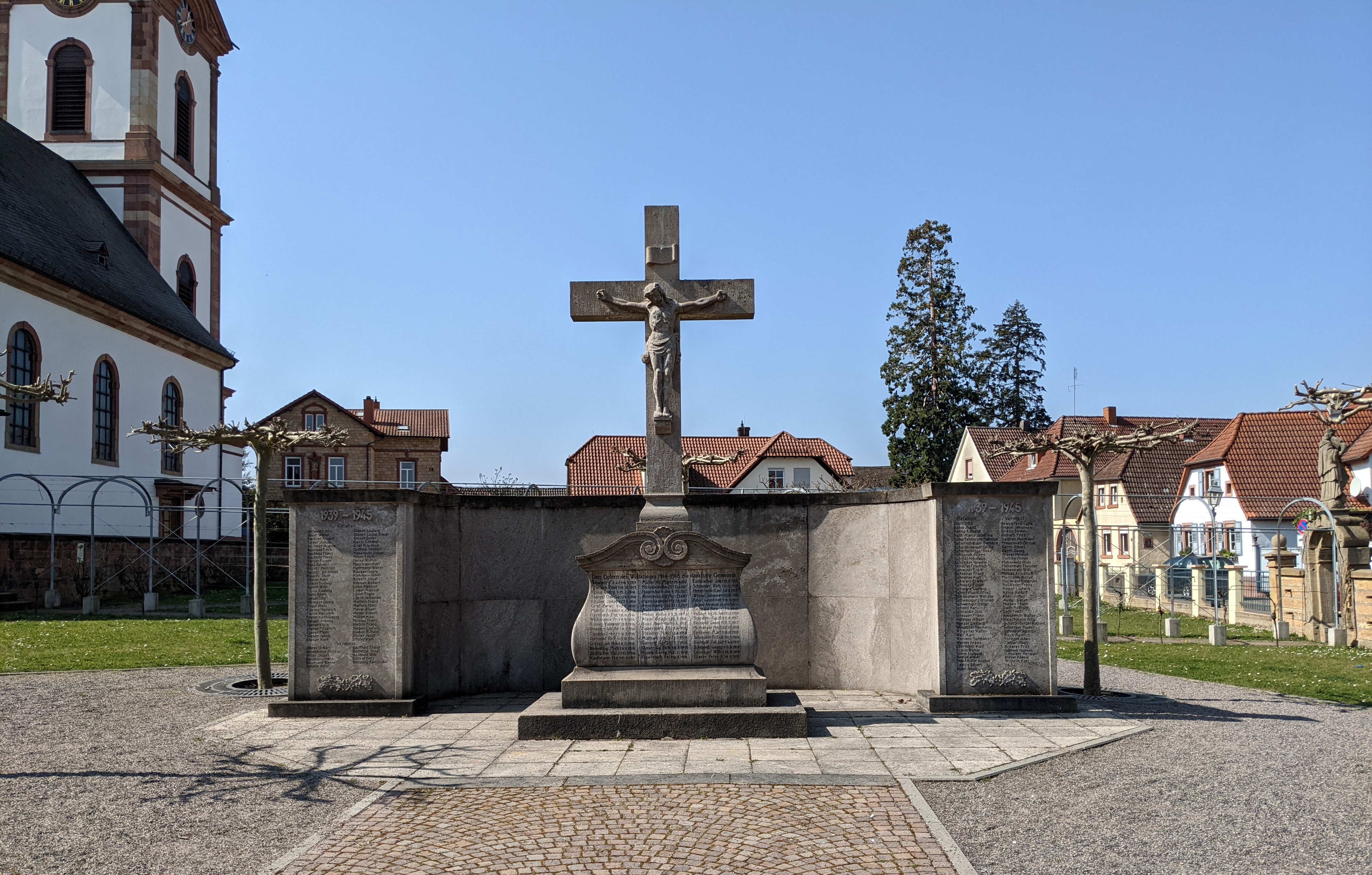
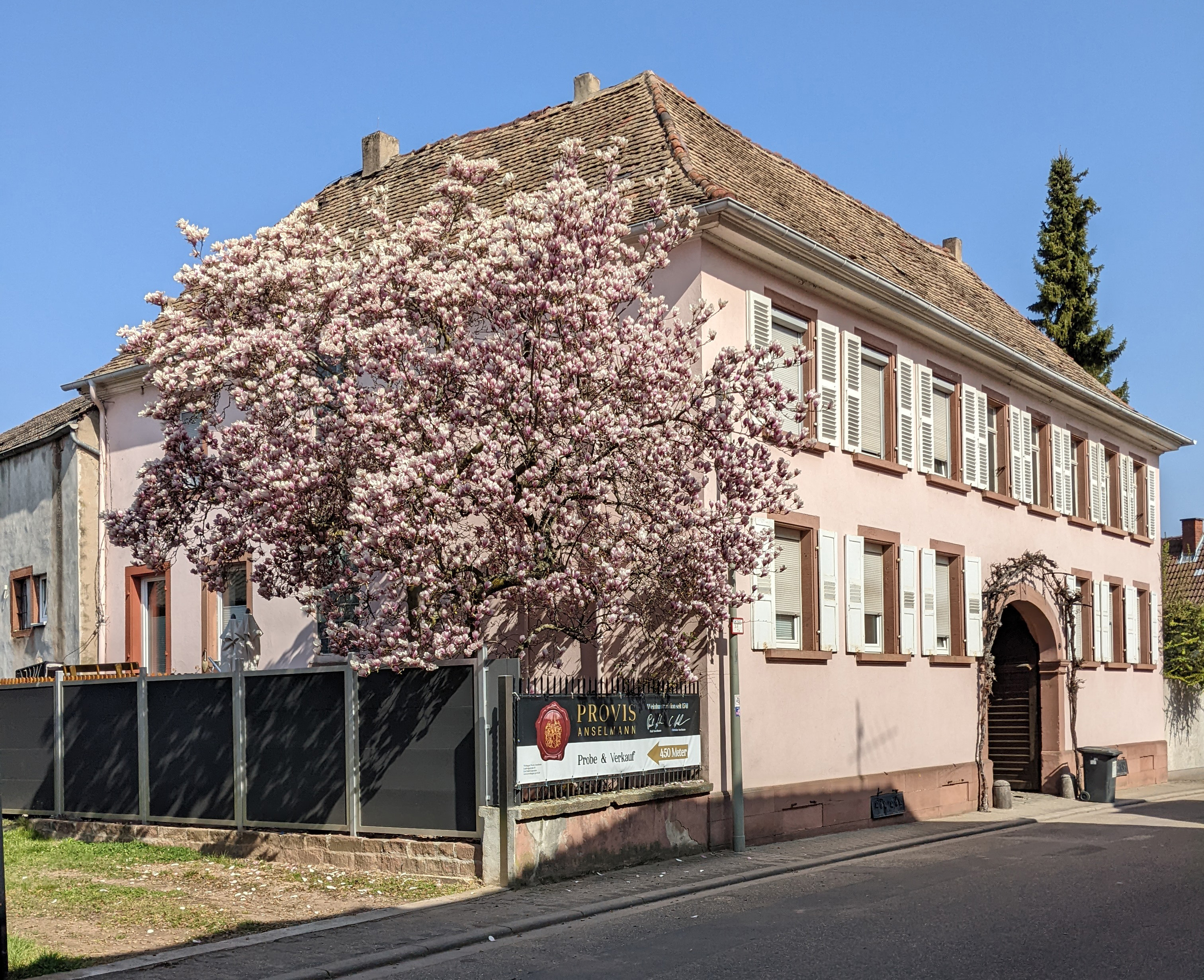
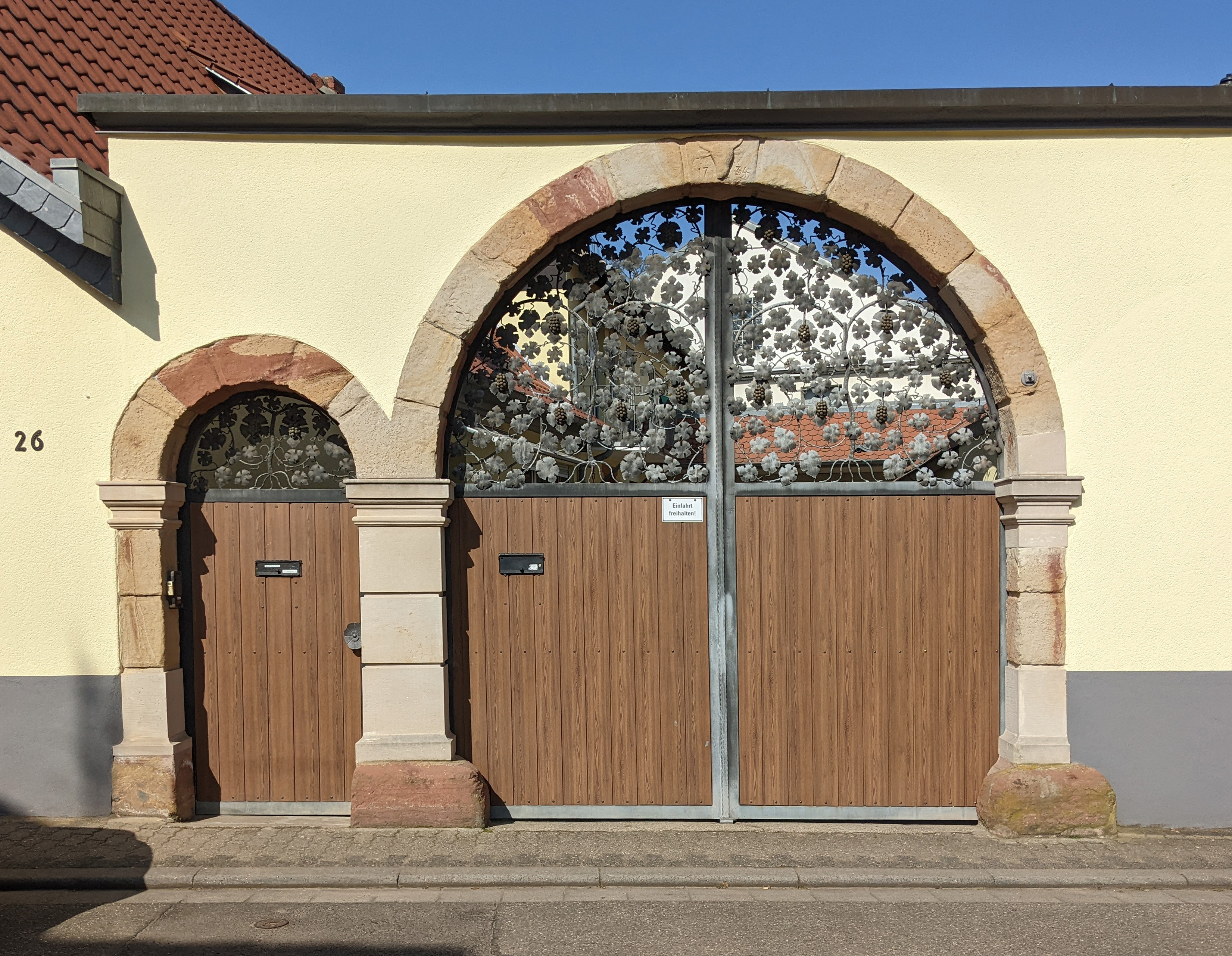
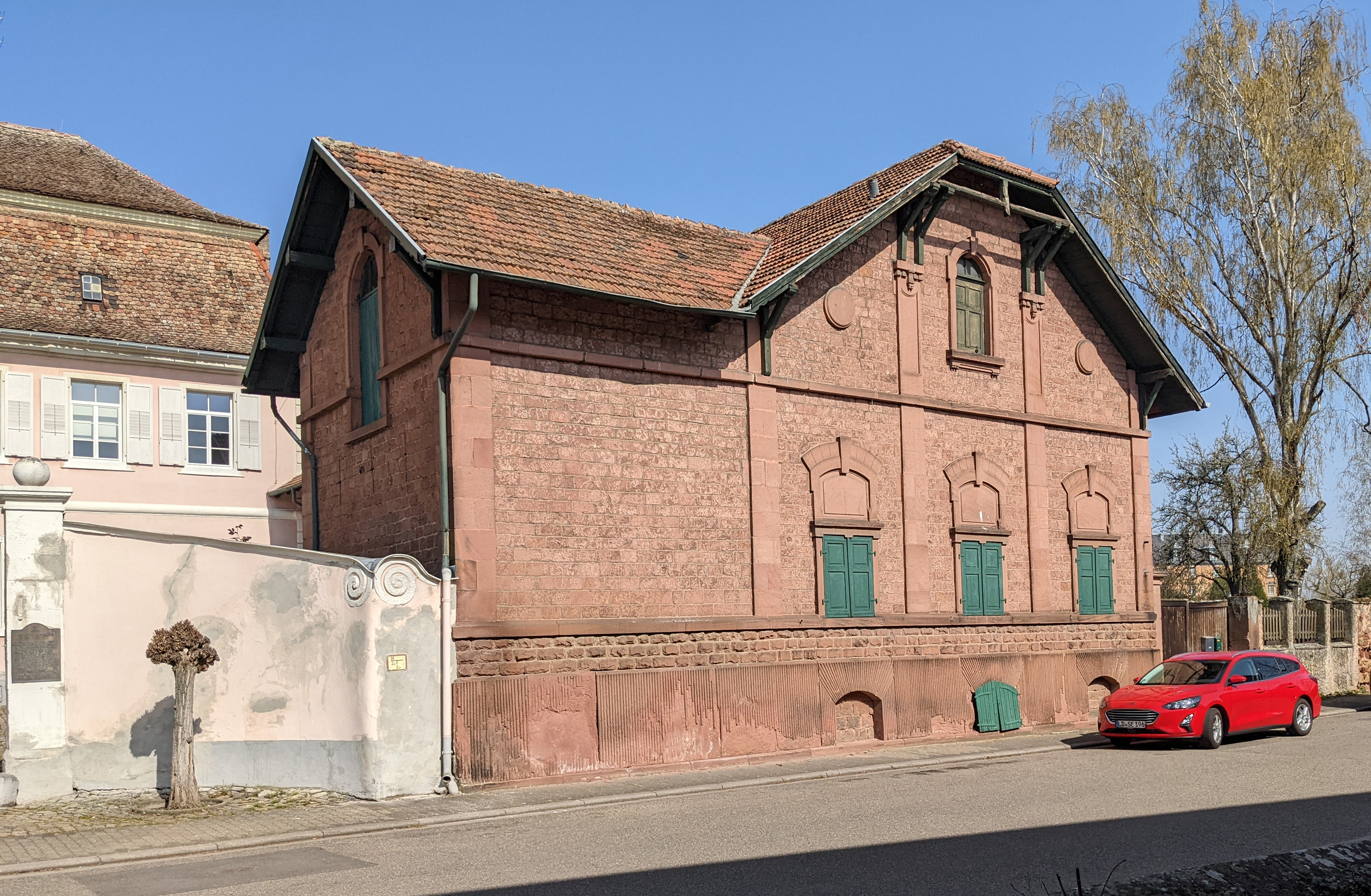
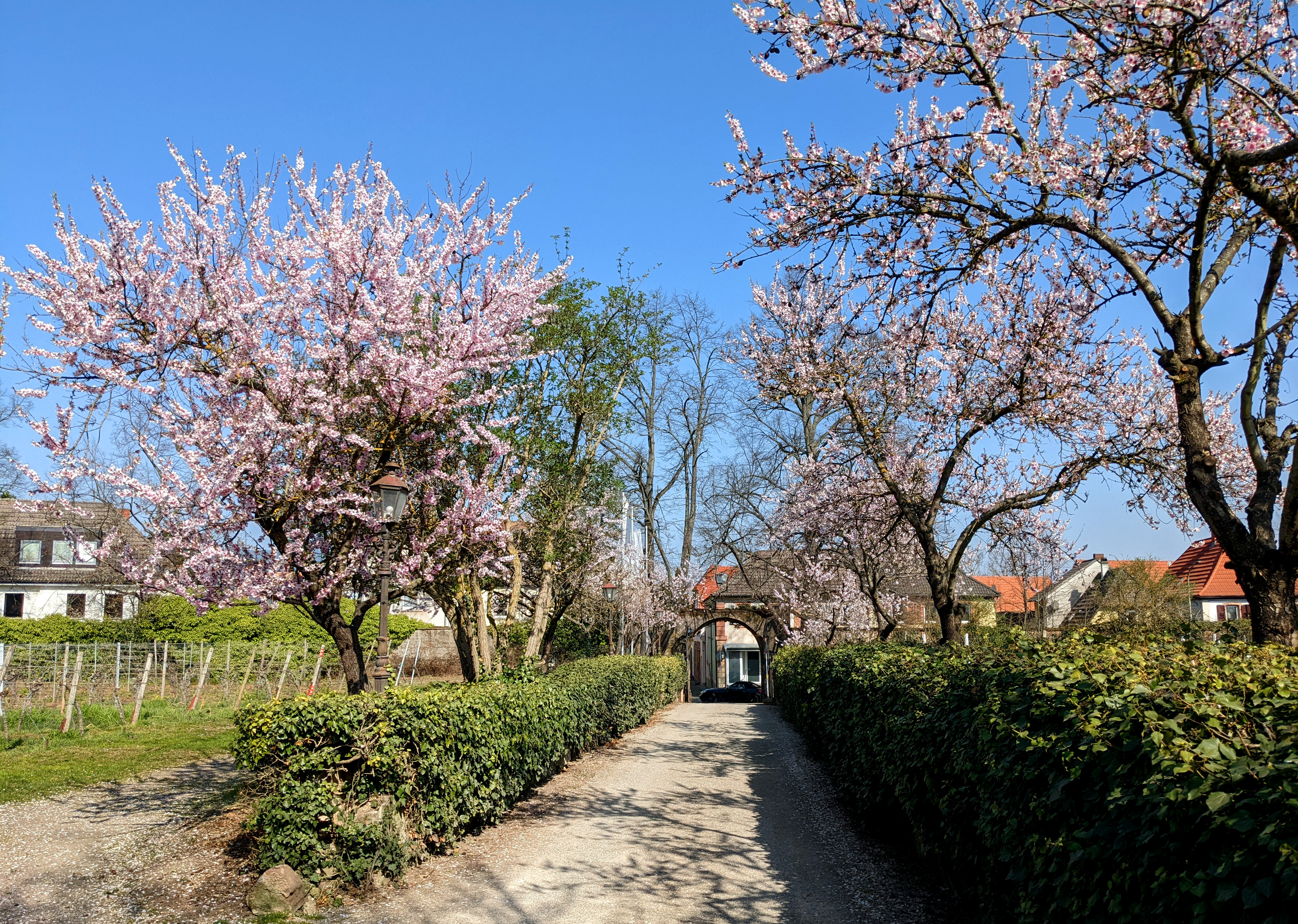